# Le Dauphin Henri (Corneille de Lyon)
Le Dauphin Henri est un tableau de Corneille de Lyon réalisé vers 1536-1537.

## Description
« En dépit de la richesse de l'armure, l'attention du peintre et du spectateur se concentre sur le visage, peint avec légèreté, précision et fermeté. La technique utilisée pour reproduire les cheveux se retrouve dans beaucoup d'autres œuvres de Corneille: le peintre les plante, pour ainsi dire, un à un, après avoir passé sur la partie de la tête qu'ils recouvrent une teinte de fond uniforme mais assez claire. ».

## Analyse
Ce portrait d'un jeune homme à la cuirasse damasquinée et dorée est attribué à Henri II à l'aide du dessin no 116 du catalogue de dessins de Chantilly établie par M. de Broglie. Ce portrait a été peint soit durant le séjour de la cour à Lyon en 1536, soit en 1537 quand le dauphin passe par la ville pour aller en Piémont à la tête d'une armée. « En dépit de la richesse de l'armure, l'attention du peintre et du spectateur se concentre sur le visage, peinte avec légèreté, précision et fermeté ». Pour faire les cheveux, Corneille réalise un fond assez clair et les peint quasiment un à un.